# Yaren
Yaren is een dorp en district in de Oceanische republiek Nauru, dat tevens als de facto hoofdstad fungeert. Het telt circa 800 inwoners en ligt in het zuiden van Nauru. In het zuiden van het district ligt het vliegveld Reikoariata Republik Naoero en staan enkele regeringsgebouwen. De oppervlakte bedraagt een tweetal vierkante kilometer.
De bevolking van Yaren spreekt voornamelijk Yaren, een Nauruaans dialect, maar ook het Engels wordt er gesproken.
Yaren kent geen hotels. Het enige hotel van Nauru is gevestigd in het aangrenzende Meneng. Wel is er een bron, Moqua Well.

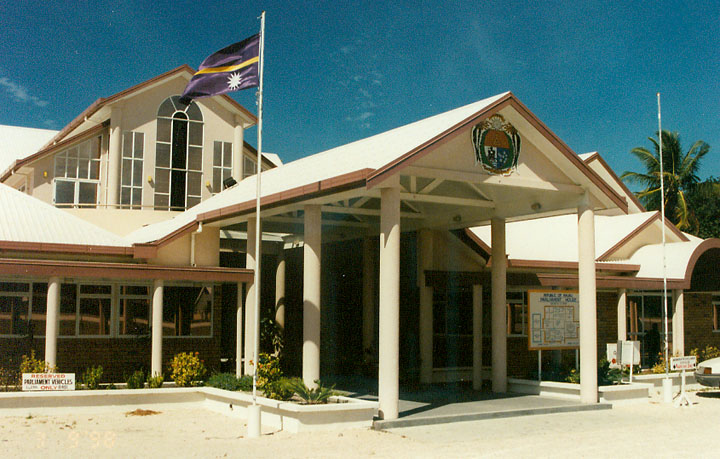
Parlement van Nauru in Yaren

Aiwo · Anabar · Anetan · Anibare · Baiti · Boe · Buada · Denigomodu · Ewa · Ijuw · Meneng · Nibok · Uaboe · Yaren